# Difundella corynophora
Difundella corynophora är en fjärilsart som beskrevs av Dyar 1914. Difundella corynophora ingår i släktet Difundella och familjen mott. Inga underarter finns listade i Catalogue of Life.